# Radical 18
El radical 18, representado por el carácter Han 刀, es uno de los 214 radicales del diccionario de Kangxi. En mandarín estándar es llamado 刀部　(dāo bù «radical cuchillo»), en japonés es llamado 刀部, とうぶ　(tōbu), y en coreano 도 (do). 
El radical 18 aparece comúnmente en la parte derecha de los caracteres, ya sea conservando su forma (como en el carácter 切) o en la forma variante 刂 (como en el carácter 判). El símbolo 刀 significa «cuchillo» y este radical aparece en caracteres que están relacionados con el concepto de cortar o de objetos filosos (por ejemplo 分: «dividir», 剣: «espada»). 

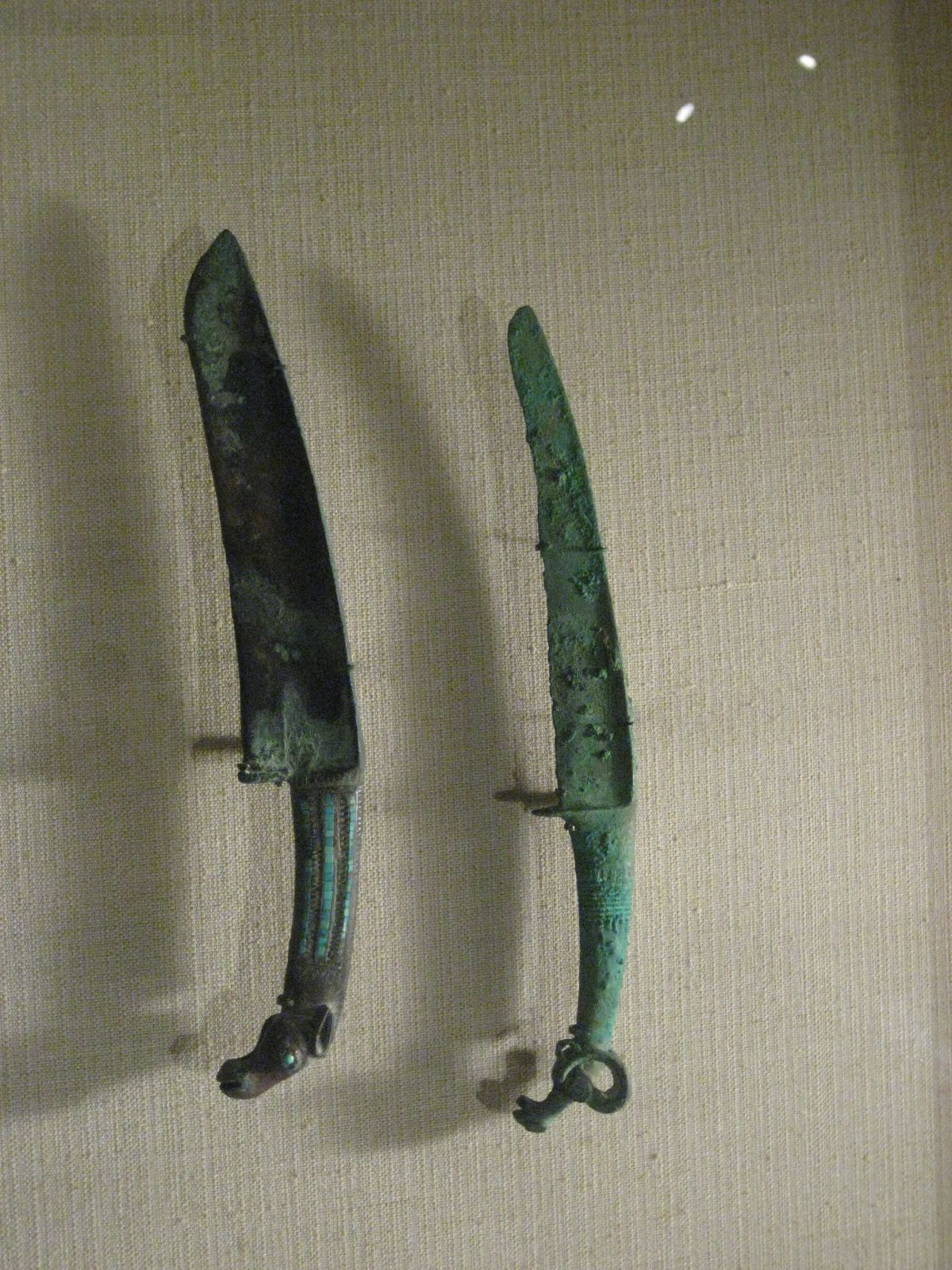
Parte superior: cuchillo con empuñadura con forma de cabeza de animal dinastía Shang (aproximadamente 1600 - 1046 AC), Bronce embutido con turquesa, BC. Parte inferior: cuchillo con cabeza de carnero dinastía Shang (aproximadamente 1600 - 1046 AC), Bronce embutido con turquesa, - XI BC.

## Nombres populares
- Mandarín estándar: 立刀旁, lì dāo páng «cuchillo parado a un lado».
- Coreano:칼도부, kal do bu, «radical cuchillo».
- Japonés: 刀（かたな）, katana, «espada o katana»; 立刀（りっとう）, rittō, «espada parada» (cuando aparece en la forma 刂).
- En occidente: Radical «cuchillo».

## Galería
| Estilos antiguos                                 | Estilos antiguos                  | Estilos antiguos                        | Estilos antiguos                   | Estilos antiguos                   | Estilos empleados actualmente       | Estilos empleados actualmente  | Estilos empleados actualmente    | Estilos empleados actualmente   | Estilos empleados actualmente  |
|                                                  |                                   |                                         |                                    |                                    |                                     | 刀                             | 刀                               |                                 |                                |
| 甲骨文 jiǎgǔwén (escritura de huesos oraculares) | 金文 jīnwén (escritura de bronce) | 简帛 jiǎnbó (escritura de bambú y seda) | 篆文 zhuànwén (escritura de sello) | 篆文 zhuànwén (escritura de sello) | 隸書 lìshū (estilo de los escribas) | 楷書 kǎishū (estilo regular)   | 楷書 kǎishū (estilo regular)     | 行書 xǐngshū (estilo corriente) | 草書 cǎoshū (estilo de hierba) |
| 甲骨文 jiǎgǔwén (escritura de huesos oraculares) | 金文 jīnwén (escritura de bronce) | 简帛 jiǎnbó (escritura de bambú y seda) | 大篆 dàzhuàn (sello grande)        | 小篆 xiǎozhuàn (sello pequeño)     | 隸書 lìshū (estilo de los escribas) | 繁體／繁体 fántǐ (tradicional) | 简体／簡體 jiǎntǐ (simplificado) | 行書 xǐngshū (estilo corriente) | 草書 cǎoshū (estilo de hierba) |

## Caracteres con el radical 18
| trazos | carácter                                                          |
| ------ | ----------------------------------------------------------------- |
| + 0    | 刀 刁 刂                                                          |
| + 1    | 刃 刄                                                             |
| + 2    | 刅 分 切 刈                                                       |
| + 3    | 刉 刊 刋 刌 刍                                                    |
| + 4    | 刎 刏 刐 刑 划 刓 刔 刕 刖 列 刘 则 刚 创                         |
| + 5    | 刜 初 刞 刟 删 刡 刢 刣 判 別 刦 刧 刨 利 刪 别 刬 刭             |
| + 6    | 刮 刯 到 刱 刲 刳 刴 刵 制 刷 券 刹 刺 刻 刼 刽 刾 刿 剀 剁 剂    |
| + 7    | 剃 剄 剅 剆 則 剈 剉 削 剋 剌 前 剎 剏 剐 剑                      |
| + 8    | 剒 剓 剔 剕 剖 剗 剘 剙 剚 剛 剜 剝 剞 剟 剠 剡 剢 剣 剤 剥 剦 剧 |
| + 9    | 剨 剪 剫 剬 剭 剮 副 剰 剱                                        |
| + 10   | 剩 割 剳 剴 創 剶                                                 |
| + 11   | 剷 剸 剹 剺 剻 剼 剽 剾 剿                                        |
| + 12   | 劀 劁 劂 劃 劄                                                    |
| + 13   | 劅 劆 劇 劈 劉 劊 劋 劌 劍 劎 劏                                  |
| + 14   | 劐 劑 劒 劓 劔                                                    |
| + 15   | 劕                                                                |
| + 17   | 劖                                                                |
| + 19   | 劗 劘                                                             |
| + 21   | 劙 劚                                                             |